# Глинная (Брестская область)
Глинная (бел. Глі́нная) — деревня в Ивацевичском районе Брестской области Белоруссии. Входит в состав Святовольского сельсовета. Население — 406 человек (2019).

## География
Деревня находится в 10 км к юго-западу от посёлка Телеханы и в 35 км к юго-востоку от города Ивацевичи. Неподалёку проходит граница с Пинским районом. С востока к Глинному непосредственно примыкает центр сельсовета — село Омельная. Местность принадлежит бассейну Днепра, вокруг деревни есть несколько мелиоративных каналов со стоком в Ошанский канал, а оттуда — в Ясельду. Местные дороги ведут через Омельную в деревни Турная и Колонск.

## История
Первое упоминание о деревне датируется 1555 годом. После административно-территориальной реформы середины XVI века в Великом княжестве Литовском входило в состав Слонимского повета Новогрудского воеводства.
После третьего раздела Речи Посполитой (1795 год) в составе Российской империи, с 1801 года Глинная принадлежала Слонимскому уезду Гродненской губернии.
Согласно Рижскому мирному договору (1921) деревня вошла в состав межвоенной Польши, где принадлежала Косовскому повету Полесского воеводства. В 1925 году построена церковь Рождества Богородицы. С 1939 года в составе БССР.
До 24 августа 2022 года входила в состав Омельнянского сельсовета.

## Достопримечательности
- Деревянная церковь Рождества Богородицы 1925 года, памятник деревянного народного зодчества. Церковь включена в Государственный список историко-культурных ценностей Республики Беларусь[7] —  Историко-культурная ценность Республики Беларусь, шифр 112Г000299.